# Periodo della tavola periodica
Nella tavola periodica degli elementi, un periodo è una riga della tavola periodica. Il periodo è anche il numero di livelli.
Il massimo numero quantico principale (n) che è posseduto da elettroni di un dato elemento stabilisce a quale periodo appartiene. 
Ogni livello elettronico (eccetto il primo) è diviso in più sottolivelli, che al crescere del numero atomico vengono riempiti grosso modo in quest'ordine:
```
1s 
2s           2p  
3s           3p  
4s        3d 4p  
5s        4d 5p  
6s     4f 5d 6p  
7s     5f 6d 7p  
```

Da qui deriva la struttura della tavola periodica. 
Visto che le proprietà chimiche e fisiche sono determinate dagli elettroni più esterni, queste tendono ad essere simili fra elementi dello stesso gruppo (ogni gruppo equivale ad una colonna della Tavola periodica).
Elementi adiacenti all'interno di un periodo hanno dunque una struttura elettronica che varia con regolarità lungo ad esso e quindi sono caratterizzati da una parallela variazione di proprietà.
Procedendo da sinistra verso destra lungo ciascun periodo (escludendo le serie di transizione che rappresentano delle stasi) si passa da elementi con proprietà metalliche, ad elementi con proprietà anfotere e infine a non-metalli, l'ultimo elemento di ogni periodo è un gas nobile, che possiede ridottissima reattività chimica.